# Cantó de la Vall de l'Aglí
El cantó de la Vall de l'Aglí és una divisió administrativa francesa, situada a la Catalunya del Nord, al departament dels Pirineus Orientals, creat pel decret del 26 de febrer de 2014 i que entrà en vigor a ran de les eleccions municipals del 2015. És el número 15 dels cantons actuals de la Catalunya del Nord.

## Composició
- Fenolleda ((occità) Fenolheda)
  - Ansinyà ((occità) Ansinhan)
  - Bellestar ((occità) Belhestar)
  - Campossí ((occità) Campossin)
  - Caramany ((occità) Carmanh)
  - Cassanyes ((occità) Cassanhes)
  - Caudiers de Fenollet ((occità) Caudièrs de Fenolhet)
  - Centernac ((occità) Çantarnac)
  - l'Esquerda ((occità) l'Esquèrda)
  - Felluns ((occità) Felhunhs)
  - Fenollet ((occità) Fenolhet)
  - Fossa ((occità) Fòssa)
  - Lançac
  - Maurí ((occità) Maurin)
  - Pesillà de Conflent ((occità) Pesilhan de Conflent)
  - Planeses
  - Prats de Sornià ((occità) Prats de Sornhan)
  - Prunyanes ((occità) Prunhanes)
  - Rasigueres ((occità) Rasiguères)
  - Rebollet ((occità) Rabolhet)

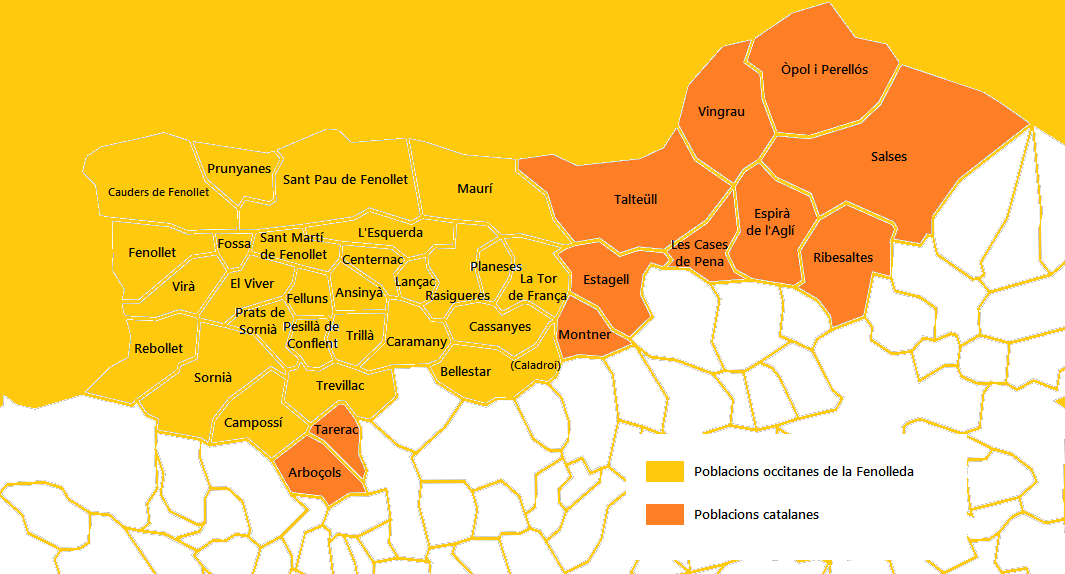
Mapa del Cantó de la Vall de l'Aglí

  - Sant Martí de Fenollet ((occità) Sant Martin de Fenolhet)
  - Sant Pau de Fenollet ((occità) Sant Pau de Fenolhet)
  - Sornià ((occità) Sornhan)
  - La Tor de França
  - Trevillac ((occità) Trevilhac)
  - Trillà ((occità) Trilhan)
  - Virà ((occità) Viran)
  - el Viver
- Conflent
  - Arboçols
  - Tarerac
- Rosselló
  - les Cases de Pena
  - Espirà de l'Aglí
  - Estagell
  - Montner
  - Òpol i Perellós
  - Ribesaltes
  - Salses
  - Talteüll
  - Vingrau

## Història
A les eleccions departamentals franceses de 2015 va entrar en vigor una nova redistribució cantonal, definida pel decret de 26 de febrer de 2014, en aplicació de les lleis del 17 de maig de 2013 (loi organique 2013-402 i loi 2013-403). A partir d'aquestes eleccions els consellers departamentals són escollits per escrutini majoritari binominal mixt. Des d'aquestes eleccions els electors de cada cantó escullen dos membres de sexe diferent al consell departamental, nova denominació del consell general, i que es presenten en parella de candidats. Els consellers departamentals són escollits per sis anys en escrutini binominal majoritari a dues voltes; per l'accés a la segona volta cal un 12,5% dels vots inscrits en la primera volta. A més es renoven la totalitat de consellers departamentals. El nou sistema de votació requeria una redistribució dels cantons, i el nombre es va reduir a la meitat arrodonit a la unitat senar superior si el nombre no és sencer senar, així com unes condicions de llindar mínim. Als Pirineus Orientals el nombre de cantons passaria de 31 a 17.
El nou cantó dels Aspres és format amb comunes dels antics cantons de Sant Pau de Fenollet (11 comunes), de Sornià (11 comunes) i de la Tor de França (10 comunes) i de Ribesaltes (6 comunes). Amb aquesta redistribució administrativa el territori del cantó supera els límits del districte, amb 27 comunes situades al districte de Prada i 11 al de Perpinyà. La seu del cantó és a Ribesaltes.

## Consellers generals
Al final de la primera volta de les eleccions departamentals franceses de 2015 hi havia passat tres binomis: André Bascou i Marie-Claude Conte Gregoire (divers droite, 31,1%), Lola Beuze i Charles Chivilo (Unió d'Esquerra, 30,76%) i Florence Jurado i Robert Olives (FN, 29,01%). La taxa de participació fou del 57,83% (12.346 votants sobre 21.349 inscrits) contra el 55,72% a nivell departamental i 50,17% a nivell nacional.
En la segona volta, Lola Beuze et Charles Chivilo (Unió de l'Esquerra) foren elegits amb el 36,95% dels vots emesos i amb una taxa de participació del 62,45% (4.739 vots de 13.327 votants i 21.349 inscrits).